# Olea dioica
Espèce
Classification phylogénétique
Olea dioica est une espèce de plantes à fleur du genre Olea et de la famille des Oleaceae. C'est un arbre qui peut atteindre 8 m de haut et qui pousse en Asie (Bangladesh, Birmanie, Inde). Il a été reconnu et classé dans le sous-genre Tetrapilus par P.S. Green lors de sa révision du genre Olea (2002) avec ses synonymes et sa description botanique.

## Synonymes botaniques
- Picricarya oppositifolia Dennst. (1818),
- Olea laevis Stokes (1830),
- O. maritima sensu Gagnep. (1933),
- Tetrapilus dioicus (Roxb.) (1957).

P.S. Green (2002) estime que l'Olea dioica (Chia ou Miao 1955) est en réalité un Olea salicifolia Wall ex Don.

## Description botanique

### Appareil végétatif
C'est un arbre qui peut atteindre 8 m de haut. Les jeunes branches sont glabres. Les feuilles sont subcoriaces, le limbe est oblong-elliptique de 10 à 16 cm de long et 3 à 6 cm de large, la base est aigüe, atténuée sur le pétiole et l'apex brièvement acuminé. Les bords sont dentelés. Les nervures primaires sont au nombre de 4 à 5 de part et d'autre de la nervure principale, saillantes sur le dessus, légèrement enfoncées sur le dessous, la nervuration est sombre.

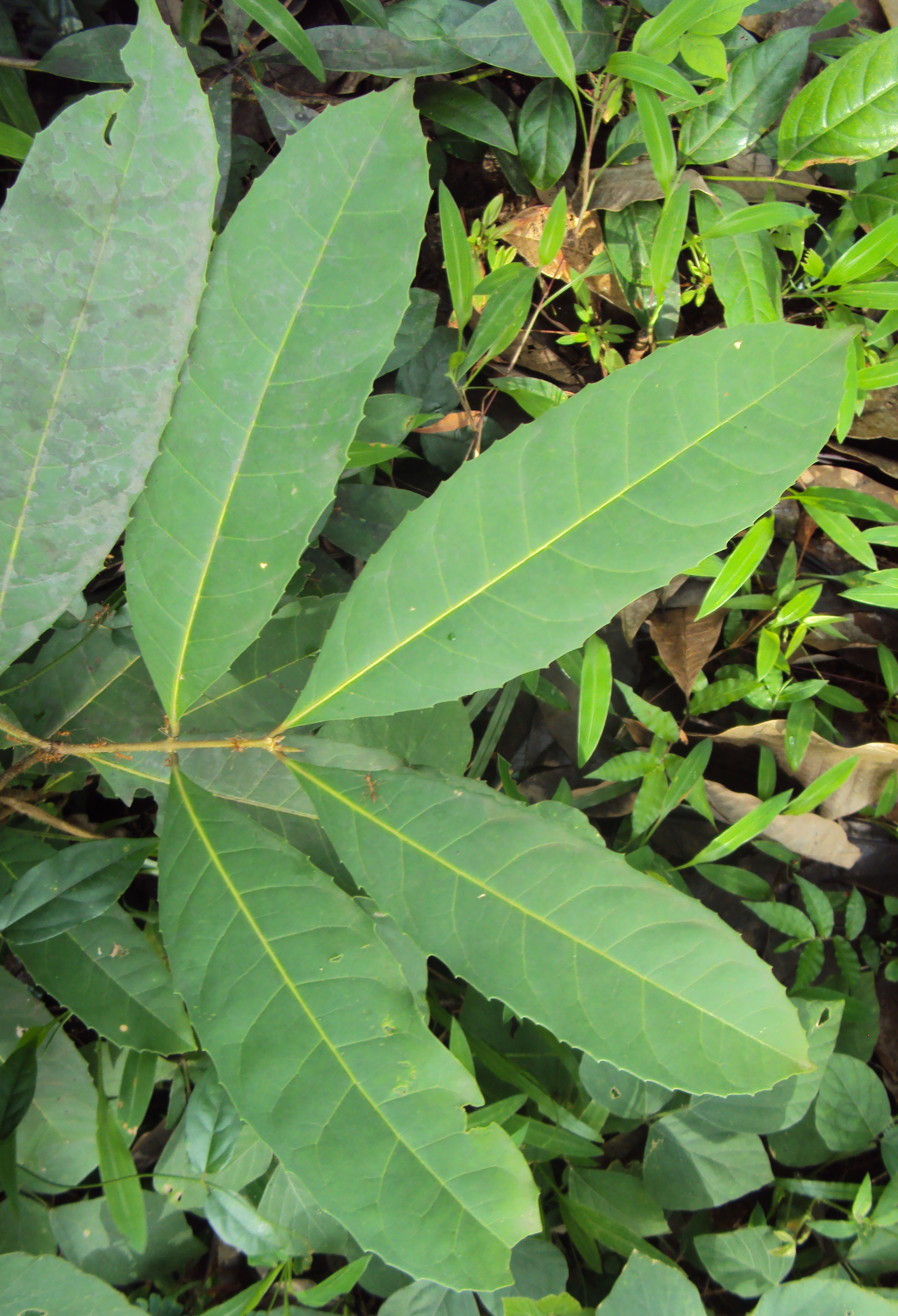
Olea dioica : feuilles.

### Appareil reproducteur

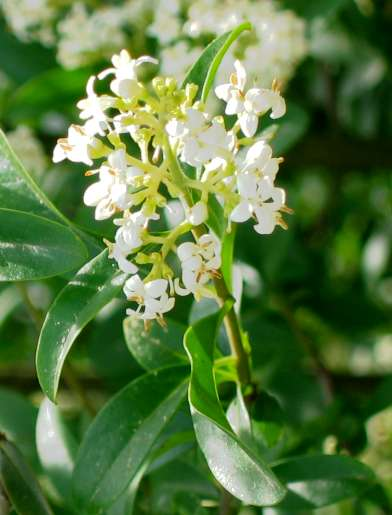
Inflorescence d'Oleacée en panicule.

Les inflorescences sont axillaires, finement pubérulentes, en cymes paniculées, de 2 à 3 cm de longueur. Les fleurs sont abondantes, avec des bractées caduques, triangulaires de 0,5 de long, à pédicelle de 0,5 à 2 mm de long. Le calice est finement pubérulent, formant un tube mesurant de 0,25 à 0,5 mm de long. La corolle est blanchâtre ou jaunâtre, charnue, le tube mesure 0,5 mm de long avec des lobes de 0,5 mm, triangulaires arrondis. La corolle est en cupule, avec des lobes de 0,5 mm de long, formant un capuchon sur les fleurs mâles et un tube de 1,5 mm de long dans les fleurs bisexuées. Les anthères sont largement elliptiques, de 1 mm de long, le filet mesurant 0,5 mm de long, adhérent et non-développé en un appendice. L'ovaire est conoïde mesurant 1 mm de long donnant un style avec un stigmate de 0,25 mm de long, légèrement bilobé. Le fruit sont des drupes ovoïdes-ellipsoïdes de 8 à 12 mm par 6 à 8 mm.

### Habitat et répartition géographique
On trouve cette espèce dans les forêts à feuilles caduques jusqu'à 1200 m, en :
- Inde : Ghats orientaux, Bengale, Assam, Nagaland,
- Bangladesh : Chittagong,
- Birmanie-Myanmar : sans localisation précise.

## Sources
Pour des articles plus généraux, voir Oleaceae et Olea.